# Atlantiska orkansäsongen 1998
Den atlantiska orkansäsongen 1998 pågick officiellt från den 1 juni 1998 till den 30 november 1998. Historiskt sett bildas de allra flesta tropiska cyklonerna under denna period på året. Säsongen var relativt normal med fjorton namngivna stormar, varav tio nådde orkanstyrka. Säsongens mest noterbara storm var Orkanen Mitch i Centralamerika som krävde minst 11 000 dödsoffer.
Den atlantiska orkansäsongen 1998 var den näst dödligaste säsongen genom tiderna. En av säsongens noterbara stormar var Orkanen Georges som dödade uppskattningsvis 602 personer, främst i Dominikanska republiken och Haiti, och var vid tiden den 19:e dödligaste Atlantiska orkanen. Även om Georges var en rekordsättande storm, så var den långt efter Orkanen Mitch som dödade minst 11 000 främst i Honduras och Nicaragua.

### Fotnoter
1. ↑  Anette Holmqvist, Bengt Olsson (3 november 1998). ”Människor bara sköljdes bort” (på svenska). Aftonbladet. http://wwwc.aftonbladet.se/nyheter/9811/03/mitch.html. Läst 2 september 2019.